# Lake Lyndon B. Johnson
Der Lake Lyndon B. Johnson, kurz Lake LBJ, bis 1965 Lake Granite Shoals ist ein vom Wirtz-Damm aufgestauter See in den Countys Llano und Burnet im Texas Hill Country. Der See ist einer von sechs großen Texas Highland Lakes genannten Stauseen am texanischen Colorado River der Lower Colorado River Authority und dient vorwiegend der hydroelektrischen Erzeugung von Strom – das Kraftwerk verfügt über zwei Generatoren mit je 22.500 kW. Am nördlichen Ende des Sees mündet als zweiter wichtiger Zufluss der Llano River in den See. Neben der Erzeugung von Strom dient der See auch als beliebtes Erholungsgebiet und ist für seinen Fischreichtum bekannt.

## Geschichte
Der Bau des Sees wurde bereits während des Ersten Weltkriegs geplant und im Mai 1926 durch Texanische Board für Wasserbau beschlossen. Es dauerte bis 1949, bis mit dem Bau des Staudamms begonnen wurde; nachdem man im Mai 1951 mit der Füllung begann, wurde der Staudamm im November 1951 fertiggestellt. Die Erzeugung von elektrischem Strom begann am 27. Juni desselben Jahres.
1952 wurde die Staumauer zu Ehren des ersten Vorsitzenden der Lower Colorado River Authority Alvin Wirtz als Wirtz Dam getauft. 1965 wurde der See zu Ehren des amtierenden Präsidenten Lyndon B. Johnson umbenannt, da dieser „als Mitglied des US-Repräsentantenhauses und -Senats den Bau des Sees entscheidend vorangebracht“ habe. Der See liegt in Johnsons ehemaligem Wahlbezirk; er besaß eine Ranch in der unmittelbaren Nähe zum See, wo er als Vize- und Präsident der Vereinigten Staaten offizielle Gäste empfing.